# Paul Jonas Meier

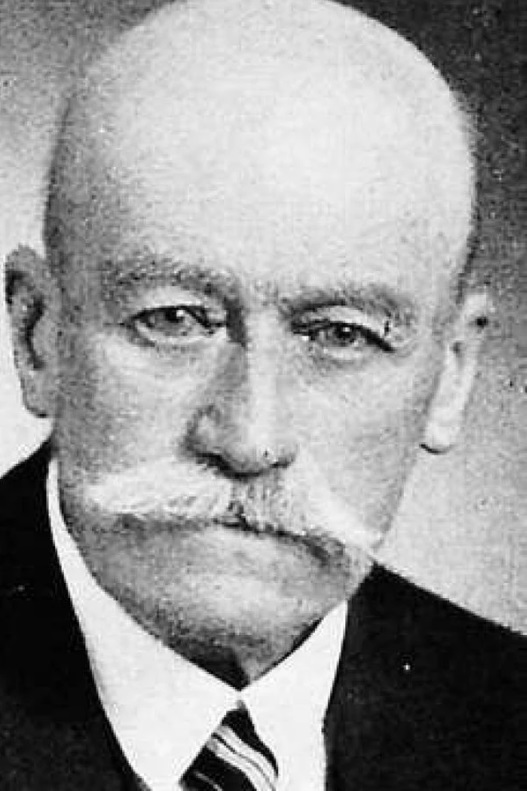
Paul Jonas Meier

Paul Jonas Meier (* 22. Januar 1857 in Magdeburg; † 11. Februar 1946 in Braunschweig) war ein deutscher Lehrer, Numismatiker und von 1901 bis 1924 Direktor des Herzoglichen Museums Braunschweig.

## Leben
Meier studierte zunächst Klassische Philologie in Tübingen, anschließend an der Universität Bonn Klassische Philologie und Klassische Archäologie. Zum Dr. phil. promoviert, absolvierte er ab August 1882 ein Probejahr am Herzoglichen Gymnasium Martino-Katharineum, nach dessen Ablauf er dort als Hilfslehrer beschäftigt wurde. Diese Lehrtätigkeit wurde zu Michaelis 1883 unterbrochen, um als Stipendiat des Archäologischen Instituts des Deutschen Reiches eine Reise zu wissenschaftlichen Zwecken nach Italien und Griechenland zu unternehmen. Im Herbst 1884 kehrte er zurück, wurde zum Gymnasiallehrer ernannt und wechselte an das am 26. Oktober 1885 als Tochterschule des Martino-Katharineums gegründete Herzogliche Neue Gymnasium in der Leonhardstraße.

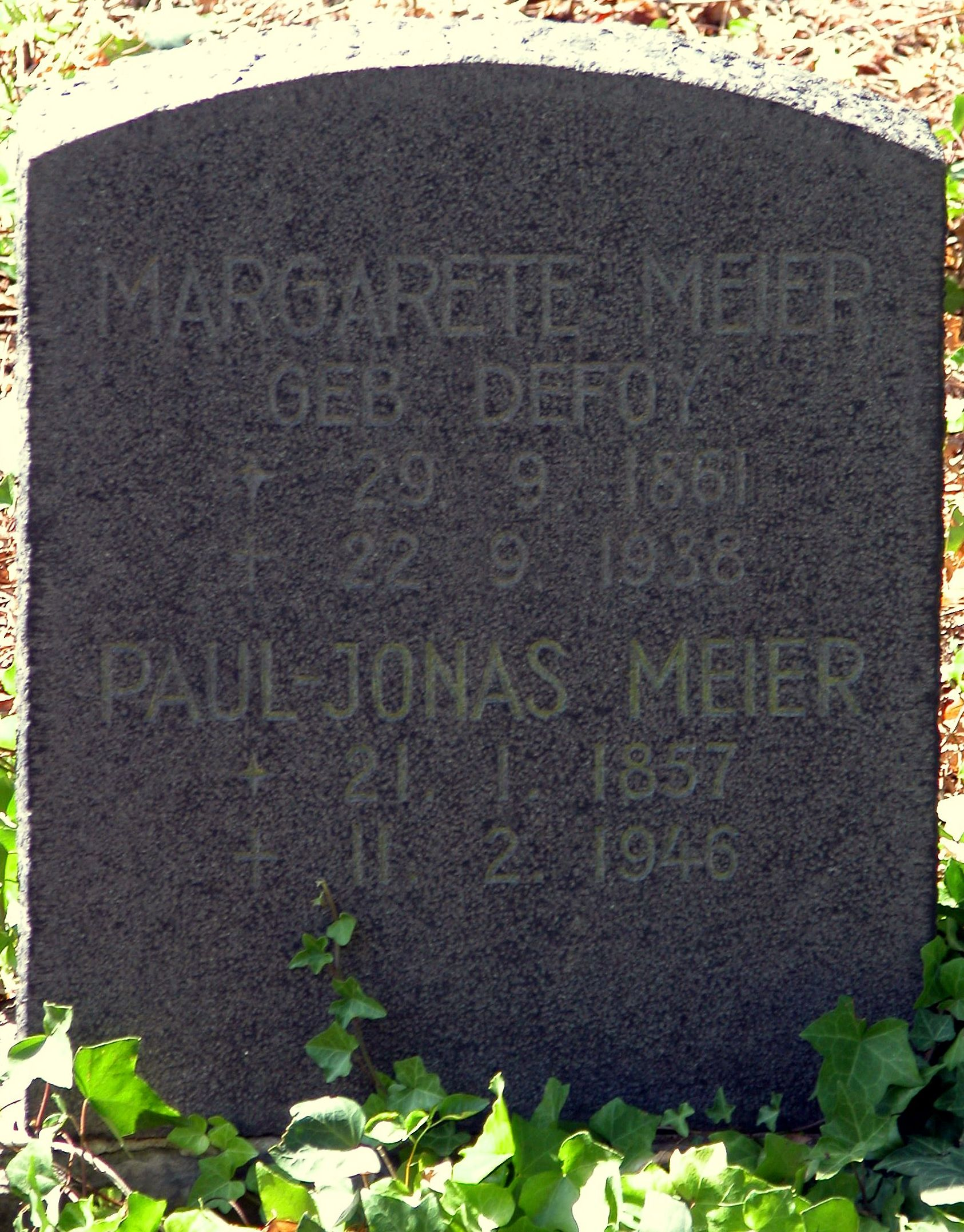
Meiers Grabstein auf dem Reformierten Friedhof

Parallel zum Schuldienst war Meier seit 1886 am Herzoglichen Museum Braunschweig, dem heutigen Herzog Anton Ulrich-Museum, beschäftigt, wo er als Nachfolger von Julius Menadier u. a. das Münzkabinett sowie die Sammlungen der Gemmen und Gipsabgüsse betreute. Er hielt seit 1887 am pädagogischen Seminar der TH Braunschweig Vorträge über Archäologie und Kunstgeschichte. Er wurde zum 1. Mai 1888 zum Museumsinspektor ernannt und war ab diesem Zeitpunkt kein ordentlicher Lehrer mehr. Als Hilfslehrer unterrichtete er jedoch noch bis Ostern 1892 Schüler der beiden oberen Klassen im Verständnis der griechischen Klassiker und in Geschichte.
Anschließend widmete er sich ganz der vom Herzoglichen Staats-Ministerium an ihn gestellten Aufgabe, die Bau- und Kunstdenkmäler des Herzogtums Braunschweig auf ihren geschichtlichen und künstlerischen Wert zu untersuchen. Die mehrbändige Publikation erschien in den Jahren 1904 bis 1922. Den Band Die Kunstdenkmäler der Stadt Braunschweig veröffentlichte Meier im Jahre 1926 zusammen mit Karl Steinacker, der während Meiers Lehrtätigkeit am Herzoglichen Neuen Gymnasium dort bis 1891 Schüler gewesen war, 1899 ebenfalls zum Dr. phil. promovierte und Meier ab 1901 als wissenschaftliche Hilfskraft, später als Museumsinspektor unterstützte, bis er selbst im Jahre 1910 wissenschaftlicher Leiter des Vaterländischen Museums wurde.
Im Jahre 1894 erhielt Meier den Titel eines Professors; 1901 trat er die Nachfolge Herman Riegels (1834–1900) als Museumsdirektor an. Unter Meiers Direktorat wurde die Münz- und Porzellansammlung des Herzoglichen Museums durch Neuerwerbungen erweitert, wobei jedoch nur geringe finanzielle Mittel zur Verfügung standen. Für die Gipsabgüsse ließ er Säle einrichten.
Von 1889 bis 1902 war er Vorsitzender des Numismatischen Abends Braunschweig, einer seit 1888 nachgewiesenen numismatischen Gesellschaft. 1904 wurde er zum korrespondierenden Mitglied der Göttinger Akademie der Wissenschaften gewählt. Den Titel eines Geheimen Hofrates trug er seit 1911.
Meier trat 1924 in den Ruhestand. Sein Nachfolger als Leiter des Herzoglichen Museums wurde der Kunsthistoriker Eduard Flechsig. Meier starb 1946 in Braunschweig und wurde auf dem dortigen Friedhof der Reformierten Gemeinde bestattet. Nach ihm ist die Paul-Jonas-Meier-Straße im Stadtteil Gliesmarode benannt.
Sein Sohn Burkhard Meier (1885–1946) wurde Kunsthistoriker und später Verleger des Deutschen Kunstverlags. Meiers Enkel Christian Meier wurde ein prominenter Althistoriker.
Paul Jonas Meier war Alter Herr des Philologisch-Historischen Vereins Göttingen im Naumburger Kartellverband.

## Schriften (Auswahl)
- Kritische Bemerkungen zu Euripides’ Bacchen. (Wissenschaftliche Abhandlung) in: Wissenschaftliche Beilagen zum Nachrichten über das Herzogliche Gymnasium Martino-Katharineum zu Braunschweig. Ostern 1885. Joh. Heinr. Meyer, Braunschweig 1885, S. 3–13.
- Ausgewählte Elegieen des Albius Tibullus. Mit erklärenden Anmerkungen für den Gebrauch in der Schule. (Wissenschaftliche Abhandlung) zu: Schulnachrichten des Herzoglichen Neuen Gymnasiums zu Braunschweig. Von Michaelis 1887 bis Ostern 1889. Schwetschke und Sohn, Braunschweig 1889, (Digitalisat).
- mit Karl Steinacker: Die Bau- und Kunstdenkmäler des Herzogtums Braunschweig. (Band 6: Die Bau- und Kunstdenkmäler des Landes Braunschweig. 6 (in 7) Bände. Julius Zwissler, Wolfenbüttel 1896–1922.
- Werk und Wirkung des Meisters Konrad von Soest. (= Westfalen. Sonderheft. 1, ISSN 0342-4170). Coppenrath, Münster 1921.
- Braunschweig. Die Stadt Heinrichs des Löwen. Stätten der Kultur Band 27, Georg Biermann (Hrsg.), Klinkhardt & Biermann Verlag, Leipzig (o. J., ca. 1923).
- Der Welfenschatz. In: Braunschweigische Heimat. Bd. 20, Nr. 1, 1929, ISSN 2198-0225, S. 18–32.
- Braunschweig, aufgenommen von der Staatlichen Bildstelle, beschrieben von Paul Jonas Meier. Burkhard Meier (Hrsg.), Deutsche Lande / Deutsche Kunst. Deutscher Kunstverlag, Berlin 1929.
- Das Kunsthandwerk des Bildhauers in der Stadt Braunschweig seit der Reformation. (= Werkstücke aus Museum, Archiv und Bibliothek der Stadt Braunschweig. 8, ISSN 0175-3371). Appelhans Verlag, Braunschweig 1936, doi:10.24355/dbbs.084-201712211625.